# Raionismo
Raionismo é um estilo de arte abstracta que se desenvolveu na Rússia em 1911.
Mikhail Larionov e Natalia Goncharova desenvolveram  o raionismo após a audição de uma série de palestras sobre Marinetti e o futurismo, em Moscovo. Os futuristas tomaram a velocidade, a tecnologia e a modernidade como fonte de sua inspiração, ilustrando o carácter dinâmico da vida do início do século XX. Eles glorificavam a guerra e a idade da máquina, e favoreceram o crescimento do fascismo.
Os raionistas procuraram uma arte que flutuasse para além da abstração, fora do tempo e do espaço, para quebrar as barreiras entre o artista e o público. Mikhail Larionov e Natalia Goncharova criaram o nome do movimento a partir da utilização de raios dinâmicos de cor contrastante, representando linhas de luz reflectida - cruzamento de raios reflectidos a partir de vários objectos.
Na exposição Target 1913 introduziram o estilo para o público. Na sua literatura, descreveram o raionismo como englobando todas as actuais formas e estilos da arte e do passado, tal como eles, tal como a vida, são apenas pontos de partida para uma percepção raionista e da construção de uma imagem. Os raionistas não apenas pintavam, eles também trabalharam para teatro e produziram ilustrações para livros.
Apesar de curta duração, o raionismo foi um passo crucial no desenvolvimento da arte abstracta russa. Tal como disse Larionov, o raionismo representava a verdadeira libertação da arte, a partir do antigo sistema de convenções realista que tinha oprimido a comunidade artística.